# Ануфриево (Орловская область)
Ануфриево — деревня в Свердловском районе Орловской области. Входит в состав Никольского сельского поселения.

## География
Деревня расположена на берегу реки Малая Рыбница. 
Уличная сеть представлена одним объектом: Речная улица. 
Географическое положение: в 18 километрах от районного центра — посёлка городского типа Змиёвка, в 31 километре от областного центра — города Орёл и в 356 километрах от столицы — Москвы.

## Население
| 2010 |
| ---- |
| 6    |